# Iván Morovic
Iván Eduardo Morovic Fernández (Viña del Mar, 24 marzo 1963) è uno scacchista cileno.
Nel 1986 diventò il primo scacchista cileno ad ottenere il titolo di Grande Maestro.

## Principali risultati
Nel 1979, all'età di 16 anni, vinse il campionato panamericano juniores. Nel 1980 partecipò al campionato del mondo juniores di Dortmund, classificandosi terzo dietro a Garri Kasparov e Nigel Short. L'anno successivo vinse il campionato cileno.
Morovic partecipò a 13 edizioni delle olimpiadi degli scacchi: dal 1978 al 1996 e dal 2002 al 2012 con il Cile, nel 2000 con la Croazia. Nelle olimpiadi di Salonicco 1984 vinse una medaglia di bronzo in terza scacchiera.
Il suo miglior risultato di torneo è stata la vittoria nel torneo di Las Palmas del 1993, davanti al campione del mondo in carica Viswanathan Anand ed altri otto grandi maestri.
Altri risultati di rilievo: pari primo (ex æquo con Miguel Quinteros) nel torneo zonale di Corrientes del 1985. Pari primo nel torneo di Las Palmas 1987 e pari primo a Varsavia nel "Najdorf Memorial" del 1997. Nel 2003 è stato terzo, dietro a Julio Granda Zuniga e Lazaro Bruzon, nel Capablanca Memorial di L'Avana.
Ha raggiunto il massimo rating FIDE nel 1999, con 2613 punti Elo.